# خوزه فرر (بازیکن فوتبال اسپانیا)
خوزه فرر (انگلیسی: José Ferrer؛ زادهٔ ۲۸ اکتبر ۱۹۵۰) بازیکن فوتبال اهل اسپانیا است.
از باشگاه‌هایی که در آن بازی کرده‌است می‌توان به باشگاه فوتبال اسپانیول و باشگاه فوتبال لوانته اشاره کرد.
وی همچنین در تیم‌های ملی فوتبال زیر ۲۳ سال اسپانیا و اسپانیا بازی کرده‌است.